# Cornaceae
Cornaceae, las cornáceas, son una familia de plantas dicotiledóneas perteneciente al orden Cornales. Se incluye en esta familia el género Nyssa. 

## Descripción
Su hábito se desarrolla en forma de árboles, arbustos o, raramente hierbas perennes. Posee hojas simples y vistosas, generalmente opuestas, sin estípulas, caducas. Las flores son frecuentemente hermafroditas, actinomorfas, tetrámeras; androceo con 4 estambres alternipétalos; gineceo de ovario ínfero bilocular. Inflorescencias cimosas, usualmente paniculiformes o umbeliformes. Frutos en drupa o a veces en baya. Se incluyen unas 115 especies, casi todas de las regiones templadas del hemisferio norte.

## Taxonomía
La familia fue descrita por Bercht. ex J.Presl  y publicado en O Prirozenosti rostlin, aneb rostlinar 2(23): 92, 91. 1825. El género tipo es: Cornus L. 

## Géneros
- Afrocrania
- Alangium
- Camptotheca
- Cornus
- Curtisia Aiton
- Davidia
- Diplopanax Hand.-Mazz.
- Mastixia
- Nyssa

## Sinonimia
- Curtisiaceae* Archivado el 3 de enero de 2007 en Wayback Machine., Davidiaceae*, Mastixiaceae, Alangiaceae, Davidiaceae